# Aurora (Indiana)
Aurora es una ciudad ubicada en el condado de Dearborn en el estado estadounidense de Indiana. En el Censo de 2010 tenía una población de 3750 habitantes y una densidad poblacional de 468,87 personas por km².

## Geografía
Aurora se encuentra ubicada en las coordenadas 39°3′55″N 84°54′10″O / 39.06528, -84.90278. Según la Oficina del Censo de los Estados Unidos, Aurora tiene una superficie total de 8 km², de la cual 7.15 km² corresponden a tierra firme y (10.59%) 0.85 km² es agua.

## Demografía
Según el censo de 2010, había 3750 personas residiendo en Aurora. La densidad de población era de 468,87 hab./km². De los 3750 habitantes, Aurora estaba compuesto por el 97.55% blancos, el 0.53% eran afroamericanos, el 0.32% eran amerindios, el 0.35% eran asiáticos, el 0.03% eran isleños del Pacífico, el 0.51% eran de otras razas y el 0.72% pertenecían a dos o más razas. Del total de la población el 1.55% eran hispanos o latinos de cualquier raza.